# Lepthyphantes arcticus
Lepthyphantes arcticus là một loài nhện trong họ Linyphiidae.
Loài này thuộc chi Lepthyphantes. Lepthyphantes arcticus được Eugen von Keyserling miêu tả năm 1886.